# David Parfitt
David Parfitt (* 1958 in Durham) ist ein britischer Schauspieler und Filmproduzent.

## Leben
Parfitt war ab 1971 als Schauspieler für verschiedene Fernsehproduktionen zu sehen. Ende der 1980er Jahre gab er das Schauspiel zu Gunsten der Filmproduktion auf. Zudem ist er als Theaterproduzent tätig.
1998 gehörte Parfitt zum Produzententeam von Shakespeare in Love und erhielt für diesen im Jahr darauf den Oscar in der Kategorie Bester Film. Zudem gewann er einen BAFTA Film Award sowie Golden Satellite Award.
Für die Produktion von King George – Ein Königreich für mehr Verstand wurde er 1996 mit dem Alexander Korda Award for Best British Film ausgezeichnet.
Im Jahr 2000 war er Mitbegründer der Produktionsfirma Trademark Films.

## Filmografie (Auswahl)
- 1992: Swan Song (Kurzfilm)
- 1993: Viel Lärm um nichts (Much Ado About Nothing)
- 1994: King George – Ein Königreich für mehr Verstand (The Madness of King George)
- 1996: Was ihr wollt (Twelfth Night)
- 1997: Wings of the Dove – Die Flügel der Taube (The Wings of the Dove)
- 1998: Shakespeare in Love
- 2004: American Princess
- 2011: My Week with Marilyn
- 2012: Parade’s End – Der letzte Gentleman (Parade’s End, Fernsehserie)
- 2018: Geheimnis eines Lebens (Red Joan)
- 2020: The Father